# Programme d’innovation en cybersécurité du Québec
Le programme d’innovation en cybersécurité du Québec (PICQ) est un programme de développement économique déployé par le Gouvernement du Québec destiné aux entreprises québécoises. 
Initié par le Gouvernement du Québec, il est administré par PROMPT, regroupement sectoriel de recherche industrielle (RSRI) dans le domaine des Nouvelles Technologies de l’Information et de la Communication (NTIC).
L’objectif du PICQ est de propulser l’innovation en cybersécurité au Québec par le financement de projets en recherche et développement en cybersécurité, mais aussi le financement des démarches de certification et d’homologation des entreprises québécoises de ce secteur hautement stratégique.

## Histoire du PICQ
Lancé en 2019, le PICQ a permis de créer 500 emplois spécialisés en cybersécurité par le biais du financement de plus de 50 projets. PROMPT a accordé 16 millions de dollars pour soutenir des projets de recherche collaborative d’une valeur totale de 51 millions de dollars.
En 2021, le budget du Québec a annoncé la reconduction du PICQ pour 2021. Une enveloppe de 27,5 millions de dollars permettra aux entreprises de continuer d’investir dans la cybersécurité et de créer près de 400 emplois spécialisés.
Le ministre de l'Économie et de l'Innovation, Eric Girard, explique : « Dans une nouvelle ère économique axée sur le numérique, nos entreprises ont de plus en plus de besoins en cybersécurité. Elles doivent adopter des technologies qui les protégeront contre les cyberattaques croissantes. C’est pourquoi nous lançons cet appel de projets pour développer des technologies novatrices en cybersécurité, tout en renforçant l’expertise québécoise dans ce domaine d’avenir. ».
« Le numérique est l’une des clés de la croissance et de la productivité des entreprises, ajoute Éric Caire, ministre délégué à la Transformation numérique gouvernementale, ministre responsable de l’Accès à l’information et de la Protection des renseignements personnels et leader parlementaire adjoint du gouvernement. Celles-ci doivent donc saisir pleinement les possibilités qu’offre la transformation numérique, tout en assurant la protection de leurs données et des renseignements personnels. Avec cet appel de projets, notre gouvernement et Prompt créent les conditions propices afin d’accroître l’innovation en cybersécurité et d’offrir aux entreprises québécoises un environnement informatique sécuritaire pour prospérer. ». 

## Programme
Le PICQ permet la réalisation de projets structurants, en favorisant la réalisation de partenariats entre les grandes entreprises, les Petite ou moyenne entreprise (PME), les Centres de recherche publics ou d’expertises technologiques québécois.
Avec la nouvelle enveloppe budgétaire allouée dans le budget 2021, l’objectif du PICQ est de réaliser des projets dans deux volets distincts :
- Volet 1 : Financement de projets de développement de produits/solutions/processus dans l’objectif de leur commercialisation;
- Volet 2 : Financement de projets visant à obtenir une certification ou à faire la démonstration, en regard avec la cybersécurité, de la conformité et de l’interopérabilité de leurs produits/solutions/processus en appui à leurs efforts de commercialisation.